# Студёновский сельсовет (Оренбургская область)
Студёновский сельсовет — сельское поселение в Илекском районе Оренбургской области Российской Федерации.
Административный центр — село Студёное.

## История
9 марта 2005 года в соответствии с законом Оренбургской области № 1899/341-III-ОЗ образовано сельское поселение Студёновский сельсовет, установлены границы муниципального образования.

## Население
| 2010  | 2012  | 2013  | 2014  | 2015  | 2016  | 2017  |
| ----- | ----- | ----- | ----- | ----- | ----- | ----- |
| 1975  | ↘1923 | ↘1891 | ↘1833 | ↘1798 | ↗1808 | ↘1770 |
| 2018  | 2019  | 2020  | 2021  |       |       |       |
| ↘1744 | ↘1686 | ↘1639 | ↘1594 |       |       |       |

## Состав сельского поселения
| № | Населённый пункт | Тип населённого пункта       | Население |
| - | ---------------- | ---------------------------- | --------- |
| 1 | Заживный         | посёлок                      | 428       |
| 2 | Крестовка        | село                         | 180       |
| 3 | Раздольное       | село                         | 221       |
| 4 | Студёное         | село, административный центр | 1146      |